# Percy Yutar
Percy Yutar (né le 29 juillet 1911 au Cap et mort le 13 juillet 2002 à Johannesburg) fut le premier attorney général juif d'Afrique du Sud. En 1964, il fut le procureur qui dirigea l'accusation publique contre Nelson Mandela, Walter Sisulu et d'autres dirigeants du Congrès national africain et de son aile militaire, Umkhonto we Sizwe durant le procès de Rivonia.

## Biographie
Fils d'une famille de huit enfants d'origine lituanienne qui avaient fui les pogroms, il est victime d'un accident dans la boucherie de son père le laissant avec une main gauche déformée après que ses doigts ont été happés par une machine à hacher. Après des études au South African College School, il est diplômé en droit de l'université du Cap en 1937. Après sa thèse, son premier emploi est néanmoins celui d'un employé de la poste avant qu'il n'entre au département de la justice, à Pretoria. Sa carrière professionnelle est à cette époque victime de l'antisémitisme très présent dans les milieux nationalistes afrikaners du Transvaal mais aussi du Cap. Néanmoins, en 1940, Yutar devient procureur junior du Transvaal. Il se fait alors une grande réputation médiatique pour son style « flamboyant » et son langage fleuri durant de nombreux procès pénaux, notamment celui du vol des bijoux Oppenheimer.
En tant qu'attorney, il dirigea l'accusation durant le procès de Rivonia et réclama l'application de la peine de mort contre les accusés parmi lesquels figuraient Nelson Mandela. Durant le procès, Yutar accusa notamment les inculpés de mentir au monde en prétendant que les noirs d'Afrique du Sud étaient opprimés. La presse nationaliste le présenta comme le défendeur de la civilisation contre les forces obscures et comme un fléau pour les mouvements de libération, en particulier l'ANC, que Yutar présentait comme une organisation dominée par les « communistes terroristes » qui avaient induit en erreur les masses noires. Yutar est à cette époque publiquement considéré comme un vrai patriote par le ministre de la justice, John Vorster. Il prétendra par la suite avoir sauvé Nelson Mandela et ses compagnons de la peine de mort pour avoir plaidé l'accusation de sabotage, plutôt que la haute trahison. 
Après avoir été procureur général de l'État libre d'Orange, puis en 1974, procureur général du Transvaal, Yutar devient le premier juif procureur général en Afrique du Sud avant de prendre sa retraite en 1976. Il ne manifesta jamais de sentiments politiques durant sa carrière sauf à dire que l'apartheid le laissait indifférent.
En novembre 1995, retraité depuis de nombreuses années, il sera invité par Nelson Mandela, devenu l'année précédente président de la République d'Afrique du Sud, à partager un repas casher. Pour Nelson Mandela, Yutar n'a eu qu'un rôle mineur dans la décision de l'envoyer à Robben Island, ajoutant qu'il n'avait alors fait que de se conformer à sa déontologie professionnelle de procureur. Mais pour Walter Sisulu et Ahmed Kathrada, Yutar voulait surtout démontrer aux nationalistes blancs que même les juifs pouvaient être aussi « venimeux » qu'eux et n'étaient pas tous communistes. 
Marié à une pianiste accomplie, flûtiste et professeur de musique, père d'un journaliste, il meurt à l'âge de 90 ans à la suite d'un accident vasculaire cérébral et à une crise cardiaque.